# Atherigona collessi
Atherigona collessi är en tvåvingeart som beskrevs av Adrian C. Pont 1986. Atherigona collessi ingår i släktet Atherigona och familjen husflugor.
Artens utbredningsområde är Australian Capital Territory. Inga underarter finns listade i Catalogue of Life.